# Sitting Rising Test
Der Sitting Rising Test ist ein Test, um die Mobilität eines Menschen zu testen.
Der Test wurde vom brasilianische Sportmediziner Claudio Gil Soares de Araújo und seiner Frau Denise (Sportwissenschaftlerin) in den 1990er Jahren entwickelt.
Ziel ist es, vom Stand mit überkreuzten Beinen im Schneidersitz ins Sitzen zu kommen und zum Ausgangspunkt wieder aufzustehen. Jeder Wackler gibt 0,5 Punkte Abzug, jeder Körperkontakt (z. B. Abstützen mit einer Hand) gibt einen Punkt Abzug. Die maximale Punktezahl ist 10.